# Dinosaur Island (DC Comics)
Dinosaur Island è un luogo immaginario, un'isola che comparve in vari fumetti pubblicati dalla DC Comics.
L'isola, creata da Robert Kanigher, ha fatto la sua prima comparsa nel fumetto Star-Spangled War Stories n. 90 (maggio 1960), intitolato The War That Time Forgot.
The War That Time Forgot, è stato creato dallo scrittore ed editore Robert Kanigher e da Ross Andru e Mike Esposito.
Quest'isola non è la stessa Dinosaur Island comparsa in Batman n. 35 (giugno 1946). La storia di Batman n. 35, creata da Bill Finger e Bob Kane, vedeva protagonista il Luna Park che conteneva il tirannosauro robotico.

## Storia della pubblicazione
L'isola si trova nell'Oceano Pacifico del Sud del principale universo DC condiviso ed è popolata da dinosauri viventi.
Dinusaur Island sembrerebbe essere stata scoperta per la prima volta da Enemy Ace nel 1927, quando volò con Bat Lash, Biff Bradley, il Generale Joseph Stilwell, e "Chop-Chop" (probabilmente il padre del membro dei Blackhawks) sull'isola, in una missione per Chiang Kai-shek. L'isola fu a lungo una leggenda per il popolo cinese (conosciuta all'epoca come Dragon Island) e si credeva che contenesse la mistica Spada di Fan. Durante la missione, gli avventurieri incontrarono Vandal Savage e Miss Fear, in aggiunta ai pericolosi dinosauri. Questa storia comparve nella miniserie Guns of the Dragon.
Durante la Seconda guerra mondiale, sembrò che molti sottomarini statunitensi scomparvero dopo aver incontrato un'area di disturbo sismico. I Marine approdarono in un'isola limitrofa sperando di trovare dei sopravvissuti, ma invece scoprirono che i continui terremoti avevano risvegliato la popolazione di dinosauri residente sull'isola. Le bestie preistoriche furono preservate via animazione sospesa per secoli. Avendo le armi essenzialmente inutilizzabili, la squadra di Marine riuscì a stento a sopravvivere per raccontare ciò che accadde.
Nonostante la presenza dei dinosauri, il governo degli Stati Uniti, considerò l'isola in una posizione strategica per la guerra contro il Giappone. Molte spedizioni ed operazioni ebbero luogo sull'isola. L'isola fu anche un terreno di accampamento per i soldati automi designati come G.I. Robot, che dimostrarono di non aver avuto alcun problema ad affrontare la possenza dei feroci dinosauri. I Creature Commandos, i Flying Boots, e la Suicide Squad originale, presero tutti parte in missioni sull'isola durante la Seconda Guerra Mondiale.
Spedizioni post-Guerra teorizzarono che l'isola esisteva al di fuori del flusso temporale. Black Canary, dei Birds of Prey, atterrò sull'isola nei giorni odierni, solo per scoprire che alcuni soldati giapponesi trattenevano in custodia Gunner e Sarge dei "Perdenti" in un campo per prigionieri di guerra.
Nell'annuale di Batman del 1961, fu rivelato che il gigantesco tirannosauro robot esposto nella Batcaverna proveniva dall'isola.
La serie della Suicide Squad rivelò che una missione post-guerra sull'isola affidata a Sgt. Rock e Bulldozer spiegò perché non erano invecchiati a causa del fatto che l'epoca della Seconda Guerra Mondiale, sull'isola, aveva perdurato. La veridicità di questa storia potrebbe essere messa in discussione, dato che Bulldozer più tardi annunciò criptogramente che il Sgt. Rock morì durante la Guerra.
Lo scrittore ed artista Darwyn Cooke utilizzò l'isola nella sua DC: La nuova frontiera, fuori dalla continuità, dove connesse l'isola con l'alba della Silver Age. In questa serie, l'isola fu rappresentata come la principale antagonista, un essere senziente chiamato il Centro, che esistette sulla Terra fin da prima della venuta della razza umana. Sentendosi minacciata dallo sviluppo delle armi nucleari dell'uomo, il Centro decise di mettere fine alla vita sulla Terra. In Nuova frontiera, il Centro fu raffigurato come un'isola vivente con l'abilità di volare su grandi distanze e di deporre le uova di grotteschi dinosauri mutanti per difendersi.
L'isola è correntemente l'ambientazione del fumetto, diviso in dodici parti, The War That Time Forgot.

## Altri media

### Televisione
- Dinosaur Island ebbe un ruolo nell'episodio Terrore sull'isola dei dinosauri della serie animata Batman: The Brave and the Bold. Gorilla Grodd ed i suoi seguaci la utilizzarono come base per il suo quartier generale. Grodd commentò che le Bahamas, le Indie Occidentali, e la Florida erano a 500 miglia di distanza dalla Dinosaur Island.

### Film
- Il Centro, una gigantesca entità psichica brulicante dei suoi scagnozzi mostri, fu erroneamente scambiata per un'isola piena di dinosauri da alcuni esploratori, e fu l'antagonista principale del film Justice League: The New Frontier.